# Jednostka okręgowa
Jednostka okręgowa – jednostka wojskowa wchodząca organizacyjnie w skład okręgu wojskowego lub jednostka organizacyjna prokuratury lub sądu powszechnego.